# Erzgebirgskreis
Erzgebirgskreis er en landkreis i Erzgebirge i den tyske delstat Sachsen. Den er med sine 380.000 indbyggere den befolkningsrigeste landkreis i det østlige Tyskland.

## Geografi
Landkreisen omfatter tæt ved hele den sachsiske  del af West- og Mittelerzgebirge, kamregionen ved den tysk-tjekkiske grænse til overgangen til Erzgebirgsbecken mellem byerne Chemnitz og Zwickau.
Højeste punkt i Erzgebirgskreis  og også i Sachsen er Fichtelberg der er  1.215 moh. På dets skråninger har to af Westerzgebirges større floder,   Zschopau og Schwarzwasser, deres udspring. Andre vigtige vandløb i landkreisen er Zwickauer Mulde, som den største, og Flöha, som danner grænsen til  Osterzgebirge. Største sø er den opstemmede Talsperre Eibenstock.
I det tætbefolkede vest grænser Erzgebirgskreis til Vogtlandkreis, Landkreis Zwickau og den kreisfri by Chemnitz, i det tyndere befolkede øst og syd Osten grænser den til Landkreis Mittelsachsen samt til  Region Ústí og  Region Karlsbad in der Tjekkiet.

## Historie
Landkreisen blev dannet  1. August 2008 ved den Sachsiske Kreisreform, hvor landkreisene Aue-Schwarzenberg, Annaberg, Stollberg og Mittlerer Erzgebirgskreis med deres, på det tidspunkt, 28 byer og 43 kommuner, blev sammenlagt til  Erzgebirgskreis. 
Administrationsby blev  Annaberg-Buchholz

## Byer og kommuner
Kreisen havde 337696  indbyggere pr.  2018-12-31

| Byer 1. Annaberg-Buchholz, Große Kreisstadt (19769) 14521035 2. Aue, Große Kreisstadt (20519) 3. Ehrenfriedersdorf (4761) 4. Eibenstock (7370) 5. Elterlein (2871) 6. Geyer (3456) 7. Grünhain-Beierfeld (5898) 8. Johanngeorgenstadt (3973) 9. Jöhstadt (2663) 10. Lauter-Bernsbach (8678) 11. Lößnitz (8267) 12. Lugau (8013) 13. Marienberg, Große Kreisstadt (17097) 14. Oberwiesenthal, Kurort (2075) 15. Oelsnitz/Erzgeb. (10957) 16. Olbernhau (10991) 17. Pockau-Lengefeld (7634) 18. Scheibenberg (2086) 19. Schlettau (2392) 20. Schneeberg (13894) 21. Schwarzenberg/Erzgeb., Große Kreisstadt (16723) 22. Stollberg/Erzgeb., Große Kreisstadt (11303) 23. Thalheim/Erzgeb. (6051) 24. Thum (5146) 25. Wolkenstein (3907) 26. Zschopau, Große Kreisstadt (9214) 27. Zwönitz (11993) Verwaltungsgemeinschafte og forbund - Verwaltungsgemeinschaft Auerbach-Burkhardtsdorf-Gornsdorf med kommunerne Auerbach, Burkhardtsdorf og Gornsdorf - Verwaltungsgemeinschaft Bärenstein med kommunerne Bärenstein og Königswalde - Verwaltungsgemeinschaft Eibenstock med kommunerne Stadt Eibenstock og Sosa - Verwaltungsgemeinschaft Geyer med kommunerne Stadt Elterlein, Stadt Geyer og Tannenberg - Verwaltungsgemeinschaft Lugau (Erzgebirge) med kommunerne Erlbach-Kirchberg, Lugau/Erzgeb. og Niederwürschnitz - Verwaltungsgemeinschaft Marienberg med kommunerne Marienberg og Pobershau - Verwaltungsgemeinschaft Scheibenberg-Schlettau med kommunerne Scheibenberg (administrationsby) og Schlettau - Verwaltungsgemeinschaft Seiffen/Erzgeb. med kommunerne Deutschneudorf, Heidersdorf og Seiffen - Verwaltungsgemeinschaft Stollberg/Niederdorf med kommunerne Niederdorf og Stollberg/Erzgeb. - Verwaltungsgemeinschaft Zschopau med kommunerne Gornau/Erzgeb. og Zschopau - Verwaltungsgemeinschaft Zschorlau med kommunerne Bockau og Zschorlau - Verwaltungsgemeinschaft Zwönitz-Hormersdorf med kommunerne Zwönitz og Hormersdorf - Verwaltungsverband Grüner Grund med kommunerne Drebach og Venusberg - Verwaltungsverband Wildenstein med kommunerne Börnichen, Grünhainichen og Waldkirchen | Kommuner 1. Amtsberg (3696) 2. Auerbach (2476) 3. Bärenstein (2296) 4. Bockau (2224) 5. Börnichen/Erzgeb. (997) 6. Breitenbrunn/Erzgeb. (5263) 7. Burkhardtsdorf (6147) 8. Crottendorf (4035) 9. Deutschneudorf (1009) 10. Drebach (5117) 11. Gelenau/Erzgeb. (4196) 12. Gornau/Erzgeb. (3817) 13. Gornsdorf (1914) 14. Großolbersdorf (2816) 15. Großrückerswalde (3346) 16. Grünhainichen (3403) 17. Heidersdorf (800) 18. Hohndorf (3553) 19. Jahnsdorf/Erzgeb. (5568) 20. Königswalde (2220) 21. Mildenau (3409) 22. Neukirchen/Erzgeb. (6858) 23. Niederdorf (1324) 24. Niederwürschnitz (2592) 25. Raschau-Markersbach (5054) 26. Schönheide (4433) 27. Sehmatal (6404) 28. Seiffen/Erzgeb., Kurort (2138) 29. Stützengrün (3192) 30. Tannenberg (1128) 31. Thermalbad Wiesenbad (3286) 32. Zschorlau (5284) |